# 丹尼爾·沃格貝克
丹尼爾·泰勒·沃格貝克（英語：Daniel Taylor Vogelbach，1992年12月17日—），為美國職棒大聯盟的一壘手，目前為自由球員。沃格貝克在2011年大聯盟選秀會上於第二輪被小熊隊選中，之後待過水手、釀酒人、海盜、大都會與藍鳥等隊。

## 職業生涯

### 芝加哥小熊
2011年美國職棒大聯盟選秀，小熊在第二輪選進沃格貝克。他從亞利桑那聯盟出發，在當時他的體重就已達140公斤。2013年，他在季中升上高階1A。該年他的打擊率為2成83，並敲出19轟。球季結束後，他選擇減重來增強他的守備能力。
2014年，沃格貝克的打擊率為2成68，他在隔年成功升上2A。2016年，沃格貝克升上3A。

### 西雅圖水手
2016年7月20日，小熊將沃格貝克和Paul Blackburn交易到水手，換來麥克·蒙哥馬利和Jordan Pries。他在9月12日升上大聯盟，並在隔日敲出大聯盟首安。該年他出賽8場比賽，打擊率0成83。
2017年，沃格貝克在3A的打擊率為2成90，並敲出17轟與83分打點。他在3A還參加全壘打大賽，並拿下亞軍。到了8月，沃格貝克回到大聯盟。由於球隊已有Yonder Alonso和Danny Valencia兩位一壘手，因此沃格貝克多半擔任代打。該年他的打擊率為2成14。
2019年，沃格貝克進入水手隊開幕戰先發名單內。該年他的打擊率為2成08，並敲出30轟與76分打點。這年他也成功入選明星賽。
2020年，沃格貝克陷入撞牆期，整季打擊率僅0成94。最終他在8月19日遭到球隊指定讓渡。

### 多倫多藍鳥
2020年8月23日，藍鳥選進沃格貝克。不過他在藍鳥隊四個打席都沒有擊出安打，最終他在9月1日再次被指定讓渡。

### 密爾瓦基釀酒人
2020年9月3日，釀酒人從讓渡名單中選走沃格貝克。該年他在釀酒人出賽19場比賽，打擊率為3成28，並敲出4轟。2021年球季，他的打擊率為2成19，並敲出9轟與24分打點。同年11月30日，釀酒人不與沃格貝克續約，因此他投身自由市場。

### 匹茲堡海盜
2022年3月15日，沃格貝克和海盜隊簽下1年合約。

### 紐約大都會
2022年7月22日，海盜將沃格貝克交易到大都會，換來Colin Holderman。

## 外部連結
- 球員資訊和成績在MLB，ESPN，Baseball-Reference，Fangraphs（英文）
- 丹尼爾·沃格貝克的X（前Twitter）